# Álex Martín
José Alejandro Martín Valerón, detto Álex (Las Palmas de Gran Canaria, 25 gennaio 1998), è un calciatore spagnolo, difensore del Córdoba.

## Carriera

### Club
Cresciuto nel settore giovanile del Real Madrid, dal 2017 al 2019 totalizza 31 presenze con la seconda squadra dei Blancos. L'8 luglio 2019 viene acquistato dal Leganés, firmando un contratto di durata biennale con opzione di rinnovo per un altro anno; il 30 agosto successivo viene ceduto in prestito all'FC Cartagena per l'intera durata della stagione. Il 18 agosto 2020, dopo aver contribuito alla promozione in Segunda División, viene acquistato a titolo definitivo dal club murciano, con cui firma un contratto biennale. Il 13 settembre debutta in seconda divisione, in occasione dell'incontro pareggiato per 0-0 contro il Real Oviedo. Il 24 ottobre realizza la sua prima rete in campionato, nell'incontro vinto per 3-0 contro il Las Palmas. Il 31 gennaio 2021 viene ceduto al Cadice, che lo aggrega alla propria squadra riserve. Il 15 febbraio successivo debutta nella Liga, disputando l'incontro perso per 0-4 contro l'Athletic Bilbao. Nell'agosto 2021 si accasa al Celta Vigo, che lo aggrega alla seconda squadra. Il 21 luglio 2022 viene ingaggiato dal Mirandés, in seconda divisione, con cui firma un contratto annuale.

### Nazionale
Ha giocato nelle nazionali giovanili spagnole Under-17 ed Under-19.

## Statistiche

### Presenze e reti nei club
Statistiche aggiornate al 24 aprile 2023.
| Stagione             | Squadra              | Campionato           | Campionato | Campionato | Coppe nazionali | Coppe nazionali | Coppe nazionali | Coppe continentali | Coppe continentali | Coppe continentali | Altre coppe | Altre coppe | Altre coppe | Totale | Totale |
| Stagione             | Squadra              | Comp                 | Pres       | Reti       | Comp            | Pres            | Reti            | Comp               | Pres               | Reti               | Comp        | Pres        | Reti        | Pres   | Reti   |
| -------------------- | -------------------- | -------------------- | ---------- | ---------- | --------------- | --------------- | --------------- | ------------------ | ------------------ | ------------------ | ----------- | ----------- | ----------- | ------ | ------ |
| 2017-2018            | Real Madrid B        | SDB                  | 13         | 0          |                 | -               | -               |                    | -                  | -                  |             | -           | -           | 13     | 0      |
| 2018-2019            | Real Madrid B        | SDB                  | 16+2       | 0          |                 | -               | -               |                    | -                  | -                  |             | -           | -           | 18     | 0      |
| Totale Real Madrid B | Totale Real Madrid B | Totale Real Madrid B | 29+2       | 0          |                 | -               | -               |                    | -                  | -                  |             | -           | -           | 31     | 0      |
| 2019-2020            | FC Cartagena         | SDB                  | 11+1       | 0          | CR              | 2               | 1               |                    | -                  | -                  |             | -           | -           | 14     | 1      |
| 2020-gen. 2021       | FC Cartagena         | SD                   | 14         | 1          | CR              | 1               | 0               |                    | -                  | -                  |             | -           | -           | 15     | 1      |
| Totale FC Cartagena  | Totale FC Cartagena  | Totale FC Cartagena  | 25+1       | 1+0        |                 | 3               | 1               |                    | -                  | -                  |             | -           | -           | 29     | 2      |
| gen.-giu. 2021       | Cadice B             | SDB                  | 3+4        | 0+1        |                 | -               | -               |                    | -                  | -                  |             | -           | -           | 7      | 1      |
| gen.-giu. 2021       | Cadice               | PD                   | 2          | 0          | CR              | -               | -               |                    | -                  | -                  |             | -           | -           | 2      | 0      |
| 2021-2022            | Celta Vigo B         | PDR                  | 34         | 2          |                 | -               | -               |                    | -                  | -                  |             | -           | -           | 34     | 2      |
| 2022-2023            | Mirandés             | SD                   | 34         | 1          | CR              | 1               | 0               |                    | -                  | -                  |             | -           | -           | 35     | 1      |
| Totale carriera      | Totale carriera      | Totale carriera      | 134        | 5          |                 | 4               | 1               |                    | -                  | -                  |             | -           | -           | 138    | 6      |